# Timidria
Timidria es el nombre de una asociación que lucha por los derechos humanos en Níger y dedicada a la erradicación de la esclavitud en ese país sahariano. Fue fundada en 1991 y está presidida desde entonces por Ilguilas Weila. Timidria significa "solidaridad" en Tamajaq, el idioma de los tuareg. El Gobierno de Níger abolió la esclavitud en 1995 y niega que exista, pero fuentes de Timidria calculan en torno a 43 000 las personas que aún viven en esa situación, muchas bajo la figura de la "sadaka", que afecta a mujeres e incluye la explotación sexual de la esclava.
Su sede está en Niamey, aunque actúan por todo el país, ayudando a los esclavos a escapar y a emprender su nueva vida en libertad, integrándose en la sociedad. Contribuyeron a la modificación del Código Penal para que incluyera como delito el esclavismo. En 2004 recibieron el Anti-Slavery Award en reconocimiento a su labor. El cineasta de Sierra Leona Sorious Samura ha plasmado su labor.
En octubre de 2008 han colaborado con Hadijatou Mani, esclava que obtuvo una compensación del Gobierno de Níger por su inacción, dado que continuó en situación de esclavitud después de varios años de que esta fuera legalmente abolida.